# Liang Xinping
Liang Xinping ( 梁馨枰S, Liáng XīnpíngP; Huai'an, 31 luglio 1994) è una sincronetta cinese vincitrice di una medaglia d'argento nella gara a squadre alle Olimpiadi di Rio de Janeiro 2016.

## Carriera
Liang Xinping è entrata a far parte della Nazionale cinese nel 2014, con cui ha partecipato ai Giochi asiatici di Incheon e ha vinto due medaglie d'oro nella gara a squadre e nel libero combinato. L'anno successivo ha disputato anche i suoi primi campionati mondiali a Kazan' 2015, guadagnando tre argenti. Alle Olimpiadi di Rio de Janeiro 2016 ha ottenuto con la Cina il secondo posto, arrivando dietro la Russia.

## Palmarès
- Giochi olimpici

Rio de Janeiro 2016: argento nella gara a squadre.
Tokyo 2020: argento nella gara a squadre
- Mondiali

Kazan' 2015: argento nella gara a squadre (programma tecnico e libero) e nel libero combinato.
Budapest 2017: oro nel libero combinato, argento nella gara a squadre (programma tecnico e libero).
Gwangju 2019: argento nella gara a squadre (programma tecnico e libero) e nel libero combinato.
- Giochi asiatici

Incheon 2014: oro nella gara a squadre e nel libero combinato.
Giacarta 2018: oro nella gara a squadre.